# Ridge Peak
Der Ridge Peak (englisch für Gebirgskammspitze, in Chile Pico Ridge) ist ein 510 m hoher und pyramidenförmiger Berggipfel auf der Trinity-Halbinsel im Norden des Grahamlands auf der Antarktischen Halbinsel. Er ragt 4 km südwestlich der Trepassey Bay zwischen dem Cairn Hill und dem Lizard Hill aus einem markanten und sich nach Osten erstreckenden Gebirgskamm auf der Tabarin-Halbinsel auf.
Wahrscheinlich entdeckten ihn Teilnehmer der Schwedischen Antarktisexpedition (1901–1903) unter der Leitung Otto Nordenskjölds. Wissenschaftler des Falkland Islands Dependencies Survey nahmen 1946 eine erste Kartierung und die deskriptive Benennung vor.